# آپاسیوناتا
آپاسیوناتا (به ایتالیایی: Appassionata) فیلمی محصول ایتالیا است که در سال ۱۹۷۴ منتشر شد.

## بازیگران
- گابریله فرزتی
- الئونورا جورجی
- اورنلا موتی
- والنتینا کورتزه
- نینتو داولی
- کارلا مانچینی
- رناتا زامینگو